# Ilyobates mech
Ilyobates mech är en skalbaggsart som först beskrevs av Baudi 1848.  Ilyobates mech ingår i släktet Ilyobates och familjen kortvingar. Inga underarter finns listade i Catalogue of Life.